# Gmina Williams (hrabstwo Calhoun)

Położenie Gminy Williams w hrabstwie Calhoun

Gmina Williams (ang. Williams Township) – gmina w USA, w stanie Iowa, w hrabstwie Calhoun. Według danych z 2000 roku gmina miała 178 mieszkańców.